# Seznam československých vyslanců v Albánii
Seznam československých vyslanců v Albánii obsahuje diplomatické zastupitele Československa v Albánii. Československo-albánské diplomatické styky se datují od roku 1922. Jejich povýšení na velvyslaneckou úroveň se uskutečnilo v roce 1992. Česká republika pak v lednu 1993 navázala s Albánií na předchozí diplomatické vztahy československého státního útvaru.

## Vedoucí diplomatické mise
- od 4.7.1927, chargé d’affaires Josef Miloslav Kadlec
- od 3.12.1930, chargé d’affaires Lev Vokáč
- od 21.7.1934, chargé d’affaires Vlastimil Čermák
- od 1.2.1937, chargé d’affaires Bedřich Nechutný
- od 18.11.1947, vyslanec Josef Korbel
- 1954–1956, velvyslanec Josef Urban